# Frederick Coffin
Frederick D. Coffin (* 16. Januar 1943 in Detroit, Michigan; † 31. Juli 2003 in Los Angeles, Kalifornien) war ein US-amerikanischer Schauspieler. Bekanntheit erlangte er durch Nebenrollen in Filmen wie Mörderischer Vorsprung, Hard to Kill und Wayne’s World sowie zahlreiche Fernsehauftritte.

## Leben
Frederick Coffin war eines von fünf Kindern der Schauspielerin Winifred Deforest Coffin und des Autors Dean Coffin. Coffin besuchte die Privatschule Western Reserve Academy in Hudson, wo er sich als Theaterschauspieler und Sportler betätigte. Nach seinem dortigen Abschluss 1961 begann er 1962 ein Theaterstudium an der University of Michigan, wo er seinen Master machte.
Sein Fernsehdebüt gab Coffin 1973 in einer Filmfassung von Charles Villiers Stanfords Theaterstück Much Ado About Nothing. Zuvor wirkte er bereits 1972 in der Bühnenfassung am Broadway mit. Seine erste Rolle in einem Spielfilm folgte 1976 im Liebesdrama Das Geheimnis der Libelle. Von 1976 bis 1977 spielte Coffin die Rolle des Lieutenant Bill Lee in drei Folgen der Krimiserie Kojak – Einsatz in Manhattan. In seiner darauffolgenden Karriere wurde er häufiger in der Rolle eines Polizeibeamten besetzt.
1980 war Coffin in einer Nebenrolle als Ike im Horrorfilm Muttertag zu sehen, wurde dort im Abspann jedoch unter dem Pseudonym Holden McGuire genannt. 1982 folgte ein Auftritt im Slasher-Film Zwei Stunden vor Mitternacht. 1987 spielte er die Rolle des Detective Jessup im Thriller Das Schlafzimmerfenster. 1987 verkörperte er die Rolle des Alfred Simpson in sechs Folgen der erfolgreichen Serie Dallas. Im selben Jahr wirkte Coffin zudem in drei Folgen der Krimiserie Hunter mit. Im 1988 erschienenen Thriller Mörderischer Vorsprung mit Sidney Poitier und Tom Berenger spielte er den Wanderer Ralph, der zusammen mit den anderen Teilnehmern seiner Wandergruppe von einem flüchtigen Killer (Clancy Brown) getötet wird.
Eine größere Nebenrolle erhielt Coffin 1990 im Actionfilm Hard to Kill als Lieutenant Kevin O’Malley an der Seite von Steven Seagal. Auch in der 1991 veröffentlichten Actionkomödie Teen Agent – Wenn Blicke töten könnten verkörperte er einen Lieutenant. Im selben Jahr war Coffin an der Seite von Kathleen Turner in der Krimikomödie V.I. Warshawski – Detektiv in Seidenstrümpfen zu sehen. In der Filmkomödie Wayne’s World hatte er 1992 als Officer Koharski den wohl bekanntesten Auftritt seiner Filmkarriere. Es folgten Gastauftritte in Serien wie Akte X – Die unheimlichen Fälle des FBI und Walker, Texas Ranger. In der Krimiserie Mord ist ihr Hobby mit Angela Lansbury war er bis 1996 viermal in verschiedenen Rollen zu sehen.
In seinen letzten Lebensjahren wirkte Coffin unter anderen im Disney-Fernsehfilm Zenon, die kleine Heldin des 21sten Jahrhunderts (1999) und dem TV-Abenteuerfilm Das Mercury Projekt mit. Zudem betätigte er sich als Sprecher für Charaktere der Videospiele Land of the Lore III und Star Wars Jedi Knight II: Jedi Outcast. Seinen letzten Schauspielauftritt hatte er in einer kleinen Nebenrolle als Detective Varole im Thriller Identität, der nur drei Monate vor seinem Tod erschien.
Neben seiner Film- und Fernsehkarriere blieb Coffin auch als Theaterschauspieler aktiv. So trat er von der Premiere 1979 bis 1981 als Eliot Rosewater in der Musicalfassung von Kurt Vonneguts God Bless You, Mr. Rosewater am Off-Broadway auf. Zudem betätigte er sich als Sänger, Musiker und Songschreiber.
Frederick Coffin war von 1977 bis zu seinem Tod mit der Schauspielerin Barbara Monte-Britton verheiratet. Die Ehe blieb kinderlos. 1997 wurde er von seiner Alma Mater als Knight Fellow, der höchsten Auszeichnung der Western Reserve Academy, geehrt. Coffin, ein langjähriger Raucher, starb am 31. Juli 2003 in Los Angeles im Alter von 60 Jahren an Lungenkrebs.
Zu Frederick Coffins Synchronsprecher gehörten unter anderem Jürgen Kluckert, Lothar Blumhagen, Mogens von Gadow und Karl Schulz.

## Filmografie (Auswahl)
- 1973: Much Ado About Nothing (Fernsehfilm)
- 1976: Das Geheimnis der Libelle (Dragonfly)
- 1976–1977: Kojak – Einsatz in Manhattan (Kojak; Fernsehserie, drei Folgen)
- 1978: König der Zigeuner (King of the Gypsies)
- 1980: Muttertag (Mother’s Day)
- 1982: Zwei Stunden vor Mitternacht (Alone in the Dark)
- 1983: An einem Morgen im Mai (Without a Trace)
- 1984: Alles ist vergänglich (Nothing Lasts Forever)
- 1984: Polizeirevier Hill Street (Hill Street Blues; Fernsehserie, eine Folge)
- 1985: Tödliche Schlagzeilen (Scandal Sheet; Fernsehfilm)
- 1985: Das Model und der Schnüffler (Moonlighting; Fernsehserie, Pilotfolge)
- 1985: Amos (Fernsehfilm)
- 1986: Jo Jo Dancer – Dein Leben ruft (Jo Jo Dancer, Your Life Is Calling)
- 1986: Ärger, nichts als Ärger (A Fine Mess)
- 1986: Remington Steele (Fernsehserie, eine Folge)
- 1986: Alptraum des Grauens (The Deliberate Stranger; Fernsehfilm)
- 1987: Das Schlafzimmerfenster (The Bedroom Window)
- 1987: Crime Story (Fernsehserie, eine Folge)
- 1987: Unglaubliche Geschichten (Amazing Stories; Fernsehserie, eine Folge)
- 1987: Dallas (Fernsehserie, sechs Folgen)
- 1987: Hunter (Fernsehserie, drei Folgen)
- 1987–1993: L.A. Law – Staranwälte, Tricks, Prozesse (L.A. Law; Fernsehserie, vier Folgen)
- 1988: Mörderischer Vorsprung (Shoot to Kill)
- 1988: A Time of Destiny
- 1989: Tau mich auf, Liebling (Out Cold)
- 1989: Jake und McCabe – Durch dick und dünn (Jake and the Fatman; Fernsehserie, eine Folge)
- 1989–1996: Mord ist ihr Hobby (Murder, She Wrote; Fernsehserie, vier Folgen)
- 1990: Hard to Kill
- 1990: The Young Riders (Fernsehserie, eine Folge)
- 1990: Feuer an Bord von Flug 1501 (Crash: The Mystery of Flight 1501; Fernsehfilm)
- 1991: Teen Agent – Wenn Blicke töten könnten (If Looks Could Kill)
- 1991: V.I. Warshawski – Detektiv in Seidenstrümpfen (V.I. Warshawski)
- 1991: MacGyver (Fernsehserie, eine Folge)
- 1992: Wayne’s World
- 1992: Der Polizeichef (The Commish; Fernsehserie, zwei Folgen)
- 1993: Renegade – Gnadenlose Jagd (Renegade; Fernsehserie, eine Folge)
- 1993: Akte X – Die unheimlichen Fälle des FBI (The X-Files; Fernsehserie, eine Folge)
- 1994: The Last Days of Paradise (There Goes My Baby)
- 1994: Walker, Texas Ranger (Fernsehserie, eine Folge)
- 1995: Endstation Sehnsucht (A Streetcar Named Desire; Fernsehfilm)
- 1996: Murder One (Fernsehserie, eine Folge)
- 1996: Andersonville (Fernsehfilm)
- 1996: Die Belagerung von Ruby Ridge (The Siege at Ruby Ridge; Fernsehfilm)
- 1997: Dr. Quinn – Ärztin aus Leidenschaft (Dr. Quinn, Medicine Woman; Fernsehserie, eine Folge)
- 1999: The Base (Fernsehfilm)
- 1999: Zenon, die kleine Heldin des 21sten Jahrhunderts (Zenon: Girl of the 21st Century; Fernsehfilm)
- 1999: Zeit der Sehnsucht (Days of Our Lives; Fernsehserie, eine Folge)
- 2000: Es geschah in Boulder (Perfect Murder, Perfect Town; Fernsehfilm)
- 2000: X-Factor: Das Unfassbare (Beyond Belief: Fact or Fiction; Fernsehserie, eine Folge)
- 2000: Invisible Man – Der Unsichtbare (The Invisible Man; Fernsehserie, eine Folge)
- 2000: Das Mercury Projekt (Rocket’s Red Glare; Fernsehfilm)
- 2001: The District – Einsatz in Washington (The District; Fernsehserie, eine Folge)
- 2001: Providence (Fernsehserie, eine Folge)
- 2001: Family Law (Fernsehserie, eine Folge)
- 2002: Jackie Chan Adventures (Stimme; Animationsserie, eine Folge)
- 2003: Flight Girls (View from the Top)
- 2003: Identität (Identity)